# Anaecypris hispanica
Anaecypris hispanica, noto anche come jarabugo o saramugo è un pesce d'acqua dolce della famiglia Cyprinidae. È l'unica specie vivente del genere Anaecypris.

## Distribuzione e habitat
È endemico del bacino del fiume Guadiana, nella penisola Iberica.
Popola piccoli e piccolissimi corsi d'acqua con acque pure e fresche, ricche di ossigeno, con corrente vivace, fondo ciottoloso e assenza di piante acquatiche. I torrenti in cui vive spesso in estate si prosciugano e i jarabugo sopravvivono in piccole pozze.

## Descrizione
Si tratta di un pesciolino allungato, con corpo abbastanza stretto ed affusolato. La bocca è rivolta in alto. La pinna dorsale è arretrata, inserita dietro le pinne ventrali. È presente una carena priva di scaglie sul ventre, tra le pinne ventrali e la pinna anale. Tutte le pinne sono piuttosto ampie. La linea laterale è incompleta.
La taglia non supera i 6 cm.

## Biologia
Anaecypris hispanica è una specie a vita breve, non oltre 3 anni.

### Alimentazione
Si nutre di plancton sia animale che vegetale, che raccoglie filtrando l'acqua.

### Riproduzione
Si riproduce in primavera ed effettua migrazioni verso monte.

## Conservazione
È una specie fortemente minacciata a causa della frammentazione dell'habitat, della costruzione di dighe e sbarramenti che impediscono le migrazioni riproduttive, della riduzione di portata dei torrenti a causa dei prelievi idrici e dell'inquinamento idrico. Le popolazioni si sono ridotte di oltre il 50% negli ultimi 10 anni.